# Ingersheim (Francja)
Ingersheim – miejscowość i gmina we Francji, w regionie Grand Est, w departamencie Górny Ren.
Według danych na rok 1990 gminę zamieszkiwały 4063 osoby, 546 os./km².